# Бьюна-Виста (округ)
Бью́на-Ви́ста (англ. Buena Vista County) — округ в США, штате Айова. На 2000 год численность населения составляла 20 411 человек. По оценке бюро переписи населения США в 2009 году население округа составляло 19 601 человек. Окружным центром является город Сторм-Лейк.

## История
Округ Бьюна-Виста был сформирован 15 января 1851 года. Назван в честь победы в сражении при Буэна-Висте, в ходе Американо-мексиканской войны, одержанной генералом Закари Тейлором.

## География
По данными Бюро переписи населения США площадь округа Бьюна-Виста составляет 1488 км².

### Основные шоссе
- Шоссе 71
- Автострада 3
- Автострада 7
- Автострада 10
- Автострада 110

### Соседние округа
- Клей  (север)
- Покахонтас  (восток)
- Сок  (юг)
- Чероки  (запад)

## Демография
По данным переписи населения 2000 года в округе проживало 20 411 жителей. Среди них 26,4 % составляли дети до 18 лет, 14,5 % люди возрастом более 65 лет. 49,1 % населения составляли женщины.
Национальный состав был следующим: 91,8 % белых, 2,3 % афроамериканцев, 0,3 % представителей коренных народов, 4,6 % азиатов, 22,4 % латиноамериканцев. 1,0 % населения являлись представителями двух или более рас.
Средний доход на душу населения в округе составлял $16042. 12,3 % населения имело доход ниже прожиточного минимума. Средний доход на домохозяйство составлял $44152.
Также 81,3 % взрослого населения имело законченное среднее образование, а 18,7 % имело высшее образование.